# Турнишће
Турнишће је насељено место у саставу општине Коњшчина у Крапинско-загорској жупанији, Хрватска. До територијалне реорганизације у Хрватској налазило се у саставу старе општине Златар-Бистрица.

## Становништво
На попису становништва 2011. године, Турнишће је имало 239 становника.

## Попис1991.
На попису становништва 1991. године, насељено место Турнишће је имало 325 становника, следећег националног састава:
| Попис 1991.‍  | Попис 1991.‍  | Попис 1991.‍ | Попис 1991.‍ | Попис 1991.‍ |
| ------------ | ------------ | ----------- | ----------- | ----------- |
|              |              |             |             |             |
| Хрвати       | Хрвати       |             | 322         | 99,07%      |
| остали       | остали       |             | 1           | 0,30%       |
| регион. опр. | регион. опр. |             | 1           | 0,30%       |
| непознато    | непознато    |             | 1           | 0,30%       |
| укупно: 325  |              |             |             |             |